# Pseudopanurgus pectidellus
Pseudopanurgus pectidellus là một loài Hymenoptera trong họ Andrenidae. Loài này được Cockerell mô tả khoa học năm 1904.